# Hansonia
Hansonia is een geslacht van vliesvleugelige insecten (Hymenoptera) uit de familie van de schildwespen (Braconidae). De wetenschappelijke naam van het geslacht is voor het eerst geldig gepubliceerd door P.C. Dangerfield in 1996.
Het geslacht is genoemd naar Paul E. Hanson, professor biologie aan de universiteit van Costa Rica.
De soorten uit dit geslacht komen voor in het Neotropisch gebied en zijn aangetroffen in Mexico en Costa Rica.

## Soorten
- Hansonia aliciae Mercado, 2003
- Hansonia chavarriai Dangerfield, 1996 – de typesoort